# Chrysopogon benthamianus
Chrysopogon benthamianus är en gräsart som beskrevs av Johannes Jan Theodoor Henrard. Chrysopogon benthamianus ingår i släktet Chrysopogon och familjen gräs. Inga underarter finns listade i Catalogue of Life.